# Narco (groupe)
Narco est un groupe espagnol de rap metal, originaire de La Macarena, à Séville. Leurs paroles traitent d'expériences psychotropes, de nuits de folie, de trafics de drogue, de rejet de l'autorité, d'hypocrisie religieuse, et d'histoires de crimes macabres.

## Biographie
Le groupe est formé en 1996 au Barrio de la Macarena, à Séville. Le groupe est rebaptisé Narco, car ils étaient auparavant connus sous le nom de Lumpen. Après un premier single, intitulé Narco, et une tournée avec Def Con Dos, ils enregistrent leur premier album, Satán vive (Bruto/Dro/Warner), avec lequel ils commencent à donner de nombreux concerts à travers l'Espagne. L'album comprend 11 chansons, et le groupe était composé des membres suivants : Chato Chungo (voix), Viking MD (voix), DJ Muerte (DJ, samples), Amnesiac (basse) et Manipulator (batterie). Produit par Jesús Arispont (bassiste et producteur de Def Con Dos), il est enregistré et mixé aux studios Box de Madrid, et masterisé au Metropolis (Londres) par Ian Cooper. Il comprend le morceau notable Puta policia.
En avril 1999, ils publient leur deuxième œuvre, intitulée Talego pon pon. Il est enregistré aux studios Box, mixé à Red Led (Madrid) et de nouveau masterisé au Metropolis par Ian Cooper. Après plusieurs années sur la route, le groupe se retrouve finalement en première ligne du rock national. Toujours fidèles à la ligne sonore entamée avec leur premier album. Après plusieurs autres albums, le groupe se sépare en 2004.
En 2008, ils reviennent et publient une compilation intitulée Alijos confiscados 1996-2008, qui passe en revue toute la carrière du groupe. À la fin de 2009, et une fois libérés de leurs engagements leur label Warner, Narco annonce officiellement sur son Myspace un nouvel album, pour le 25 janvier 2010. Le groupe confirme qu'il sera intitulé Alita de mosca, en l'honneur de la célèbre drogue homonyme. L'album est publié au label Maldito Records en deux versions : standard qui comprend 13 chansons, et édition spéciale limitée numérotée (présentée dans un emballage carton et limitée à 2 000 exemplaires). 
En 2012 sort un nouvel album, La Rave del infierno (Alita de mosca remixes). Le 15 janvier 2013, il est suivi par un autre album, Versiones para no dormir, qui comprend des reprises de groupes comme Prodigy, Dead Kennedys, et Eskorbuto. 
En novembre 2017, le groupe annonce un nouvel album. Le 15 décembre 2017 sort Espichufrenia,,, qui comprend le morceau Yoni el Robot qui sera clippé en juin 2018.

## Discographie

### Albums studio
- 1997 : Satán vive
- 1999 : Talego pon pon
- 2000 : Chaparrón de plomo
- 2001 : Registro de penados y rebeldes
- 2002 : Alita de mosca
- 2013 : Versiones para no dormir
- 2014 : Dios te odia
- 2017 : Espichufrenia

### Autres
- 2002 : Alijos confiscados 1996/2008 (compilation)
- 2012 : La Rave del infierno (Alita de mosca remixes) (album remix)
- 2012 : La Sevilla del diablo  (split avec Reincidentes)